# California Stories Uncovered
California Stories Uncovered – polski zespół rockowy. Został założony pod koniec 2004 roku w Tczewie. Zespół do tej pory wydał dwa minialbumy: California Stories Uncovered EP i California Stories EP2 (Episode2) oraz album Confabulations.
Występowali we wszystkich większych polskich miastach, a także mieli okazję zaprezentować się
poza granicami kraju (w Czechach, Finlandii, Wielkiej Brytanii oraz na Litwie i Islandii). Wystąpili na kilku festiwalach m.in. Heineken Open'er, Rafneria oraz Jarocin Festiwal, a także na "Creamfelds" oraz "Mathew Street Festival" w Anglii. Zespół miał przyjemność dzielić scenę z zespołami takimi jak Cool Kids of Death, Tortoise, This Will Destroy You, Caspian, Dredg, iLiKETRAiNS czy Of Monsters & Men. 